# Jean-Marie Runiga
Jean-Marie Runiga Lugerero é um bispo evangélico e ex-presidente do Movimento 23 de Março (M23), uma facção militar rebelde na República Democrática do Congo, que assumiu o controle da cidade oriental de Goma em novembro de 2012.  Anteriormente, havia rejeitado o prazo final de uma cimeira regional no Uganda para que o Movimento M23 se retirasse de Goma, dizendo que "a retirada de Goma não deveria ser um pré-requisito para negociações, mas deveria ser o resultado de negociações". O M23 retirou-se de Goma em Dezembro, após negociações. Ele foi demitido do movimento depois de assinar um acordo em 24 de fevereiro prometendo acabar com o conflito. Numa declaração assinada pelo líder militar do M23, Sultani Makenga, foi acusado de traição por causa de "desvio financeiro, divisões, ódio étnico, engano e imaturidade política". Uma facção do M23 leal a ele, incluindo o fundador do M23, Bosco Ntaganda, entrou em confronto com aqueles leais a Sultani Makenga.